# 棕櫚泉國際機場
棕櫚泉國際機場（英語：Palm Springs International Airport）是一個位於美國加利福尼亞州棕櫚泉、棕櫚泉商業中心區東面約2公里（3公里）處的民用機場，主要服務河濱縣的科切拉山谷（Coachella Valley）地區。機場面積940英畝（約3.8平方公里），設有2條13/31走向、一長一短的平行跑道。棕櫚泉國際機場有許多季節性的航班起降，其中大都是集中在冬天的滑雪季節。
機場原本是由美國陸軍航空隊於1939年建造。在1961年，棕櫚泉市購買了後變成了商業用途，1964年成為了棕櫚泉多用途機場。
前美國總統傑拉爾德·福特在2006年12月26日逝世後，他的遺體就是在同月30日時由總統專機載運，自棕櫚泉機場起飛，送往華盛頓哥倫比亞特區舉行國葬。

## 航空公司及航點
- 阿拉斯加航空(波特蘭、三藩市、西雅圖、溫哥華)(使用閘口：10-12和14)
- 地平線航空(埃弗里特(华盛顿州), 波特蘭、薩克拉門托、聖何塞)
- 忠心航空(貝寧漢(季節性))(使用閘口：11)
- 美國航空(芝加哥(季節性)、達拉斯)(使用閘口：4,6和8)
- 達美連接航空屬下的天西航空(鹽湖城)(使用閘口：17-20)
- 西北航空(明尼阿波利斯/聖保羅(季節性))(使用閘口：8)
- 大陽國航空(明尼阿波利斯/聖保羅(季節性))(使用閘口：9)
- 聯合航空(芝加哥(季節性)、丹佛(季節性))(使用閘口：7,17-20)
- 聯合航空屬下的天西航空(丹佛、拉斯維加斯、洛杉磯、三藩市)
- 全美快運航空屬下的梅薩航空(鳳凰城)(使用閘口：15和16)
- 西捷航空(卡爾加利(季節性)、愛蒙頓(季節性)、溫哥華(季節性))(使用閘口：6和8)

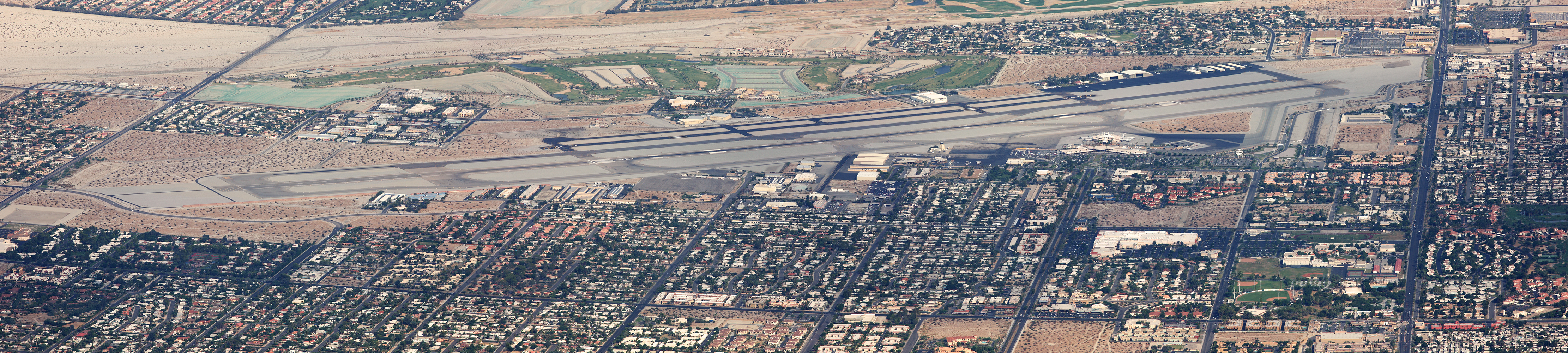
棕櫚泉國際機場的空中俯視。

## 外部連結
- 簽名支持飛行 （页面存档备份，存于）
- FAA机场平面图 (PDF)（自2025-06-12起）